# Stenodynerus fastidiosissimus
Stenodynerus fastidiosissimus är en stekelart som först beskrevs av Henri Saussure 1856.  Stenodynerus fastidiosissimus ingår i släktet smalgetingar, och familjen Eumenidae.

## Underarter
Arten delas in i följande underarter:
- S. f. difficilis
- S. f. judaicus
- S. f. laborans
- S. f. rufescens